# Буров, Алексей Николаевич
Алексей Николаевич Буров (август 1893, с. Тетюши, Нижегородская губерния — 29 июля 1938 года, Москва) — советский партийный и государственный деятель, председатель Горьковского облисполкома (1937—1938).

## Биография
Родился в семье крестьянина-середняка.
Член РКП(б) с 1918 г. В 1919 г. окончил годичную военно-морскую школу гольванеров (электриков) в Кронштадте, в 1931 г. — курсы марксизма-ленинизма при ЦК ВКП (б) в Москве.
- 1914—1916 гг. — военный моряк, ученик школы гольванеров в Кронштадте,
- 1916—1918 гг. — гальванёр линкора «Гангут» Балтийского флота,
- 1918—1920 гг. — заместитель председателя, член приемочной комиссии военно-морского порта в Нижнем Новгороде,
- февраля-август 1920 г. — секретарь, заместитель начальника, член особых поручений обполитвода Волжского бассейна (Нижний Новгород),
- 1920—1921 гг. — член особых поручений склада чрезвычайного уполномоченного Совета Рабочей и Крестьянской Обороны по снабжению Красной Армии и Флота (Нижний Новгород),
- сентябрь -декабрь 1921 г. — комиссар радиомастерских в Нижнем Новгороде,
- 1922—1924 гг. — секретарь местного комитета, ячейки РКП(б) Нефтесиндиката (Нижний Новгород),
- 1924—1926 гг. — инструктор, заведующий организационным отделом Нижегородского городского районного комитета РКП(б) — ВКП(б),
- 1926—1927 гг. — ответственный секретарь Сергачского уездного комитета ВКП(б) (Нижегородская губерния),
- 1927—1928 гг. — ответственный секретарь Нижегородского городского районного комитета ВКП(б),
- 1928—1929 гг. — заведующий отделом по работе в деревне Нижегородского губернского комитета ВКП(б)
- март-декабрь 1931 г. — заведующий отделом кадров Нижегородского краевого комитета ВКП(б),
- 1931—1934 гг. — секретарь Нижегородского крайкома ВКП (б) по рабочему снабжению,
- 26 января—10 февраля 1934 года делегат XVII съезда ВКП(б)[1].
- февраль-декабрь 1934 г. — заведующий советско-торговым отделом Горьковского крайкома ВКП (б),
- 1934—1937 гг. — второй секретарь Горьковского крайкома ВКП (б),
- 1937—1938 гг. — председатель Горьковского облисполкома.

Депутат Верховного Совета СССР 1 созыва.
.В августе 1938 был исключен из ВКП (б) как «враг народа». 3 июня 1938 г. — арестован в гостинице «Националь» (Москва). 29 июля 1938 г. Военной коллегией Верховного суда СССР за участие в контрреволюционной террористической организации приговорен к высшей мере наказания, в тот же день приговор приведен в исполнение.
9 мая 1956 г. Военной коллегией Верховного суда СССР реабилитирован в судебном порядке.